# Turmburg Weichslmühle

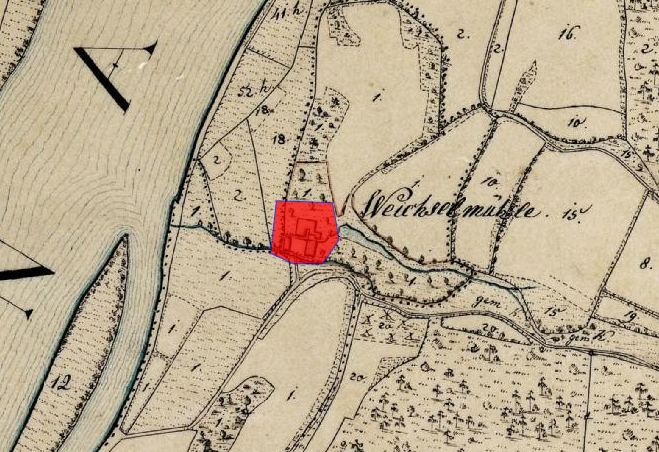
Lageplan der Turmburg Weichslmühle auf dem Urkataster von Bayern

Der abgegangene Turmburg Weichslmühle lag im Ortsteil Weichslmühle (Unterpentling) der Gemeinde Pentling im Oberpfälzer Landkreis Regensburg von Bayern. Die Anlage wird als Bodendenkmal unter der Aktennummer D-3-7038-0434 im Bayernatlas als archäologische Befunde der hochmittelalterlichen Turmburg „Unterpentling“ geführt. 

## Geschichte
Weichslmühle hieß ursprünglich Unterpentling. Damit wird ein Platz am Ausgang von Pentling zu einem in Richtung zur Donau führenden Tal bezeichnet.
In Unterpentling erscheint in den Traditionen des Klosters St. Emmeram 1126 und 1129 ein Hartwic de ounterpelingen unter den Ministerialen des Reichsstiftes. 1135 und 1141 wird ein Sahso de Unterbentelingen bzw. de Vnterpentelingen genannt. 1147/48 gibt ein Askerich nomine de uico Unterbentelingen nuncupato sein Eigen zu Hul (= Hüll bei Wolnzach) an das Kloster St. Emmeram anlässlich seines Eintritts in den Mönchsstand. Zwischen 1149 und 1160 nennt eine Tradition den Siboto de Unterbentelingen bzw. den Siboto ministerialis S. Emmerammi. Zwischen 1160 und 1190 wird in den Emmeramer Traditionen noch ein Gottfried von Unterpentling genannt.
Diese Unterpentlinger sind also Ministeriale des Reichsstifts St. Emmeram und verfügen über allodialen und feudalen Besitz in dieser Gegend. Nach dem 12. Jahrhundert wird das Geschlecht der Unterpentlinger nicht mehr erwähnt, damit dürfte auch der Niedergang ihres Sitzes in Unterpentling zusammenhängen.

## Baugeschichte
Urkundliche Nachrichten über diese Befestigungsanlage fehlen völlig. Aber noch Mitte des 19. Jahrhunderts wird von einer Turmruine in der Weichslmühle gesprochen. Der quadratische und aus massiven Felsen errichtete Turm war in das Mühlengebäude eingebaut und besaß steinerne Tür- und Fenstergesimse. Unterhalb soll ein eingestürzter Gang gewesen sein, vielleicht Reste eines Gewölbes unter dem Burgbau. Dieser Turm wurde zeitweilig als Bestandteil der Befestigungsanlage des römischen Limes gedeutet, was aber aufgrund seiner Lokalisierung unwahrscheinlich ist. Der Turm wurde Mitte des 19. Jahrhunderts als Teil der Linie der Feuersignale an der Donau aufgefasst, die von Kelheim bis nach Donaustauf reichte. Von ihm scheint nichts mehr erhalten zu sein.